# Blaise N'Dia Koffi
N'Dia Koffi Blaise est un médecin et un homme politique ivoirien né en 1912 à Pakouabo dans la sous préfecture de Bouaflé. Il est décédé le 10 mai 1983 à Abidjan. Il a exercé dans six (6) gouvernements du président Félix Houphouët Boigny, de 1963 à 1976.

## Carrière politique
N'Dia Koffi Blaise fut Ministre de la santé publique et de la population de septembre 1963 à janvier 1970.
Du 5 janvier 1970 au 2 juillet 1974, il exerça comme Ministre d'État avant d'être Ministre d'État, chargé du Tourisme de juillet 1974 à mars 1976.
Sous sa tutelle, il met en œuvre et réalise le projet du CHU de Cocody, inauguré en juin 1970.